# Grifone (figlio di Carlo Martello)
Grifone (726 – Moriana, 753) fu, per pochi mesi, duca dei Bavari usurpatore del legittimo erede, Tassilone III di Baviera.

## Origine
Era il figlio del Maggiordomo di palazzo di Austrasia ed in seguito maggiordomo di palazzo di tutti i regni dei Franchi, Carlo Martello (che era figlio di Pipino di Herstal o Pipino II maggiordomo di palazzo di tutti i regni dei Franchi e di Alpaïde di Bruyères, (ca. 650-† 717), di cui non si conoscono gli ascendenti, ma l'Ex Chronico Sigeberti monachi ci informa che era sorella di un certo Dodone, domestico di Pipino II, che martirizzò il vescovo di Liegi, San Lamberto) e della sua seconda moglie, Swanachilde (705-ca. 742) di Baviera, di cui non si conosce la precisa parentela ma si sa che era discendente degli Agilolfingi, era la nipote del duca Odilone di Baviera.Teodone II di Baviera era suo nonno, mentre non si sa con certezza se era figlia del duca dei Bavari Teodeberto e di Regintrude oppure figlia del fratello di Teodeberto, il duca dei Bavari Tassilone II, e di Imma.

## Biografia
Dopo la morte di suo padre, così come ai fratellastri, Bernardo, Remigio e Geronimo, gli venne negata qualunque pretesa sull'eredità paterna, che spettò ai soli figli di primo letto, Carlomanno e Pipino. Secondo gli Annales Mettenses il padre, Carlo, avrebbe voluto dividere il regno in tre parti, come richiesto dalla seconda moglie Swanechilde, ma seguendo il parere dei Franchi che consideravano Grifone illegittimo, Pipino e Carlomanno rifiutarono..
Allora la madre di Grifone, Swanachilde, lo spinse a ribellarsi ai fratellastri, Carlomanno e Pipino, figli di Rotrude, prima moglie di Carlo Martello, per poter avere una parte o addirittura tutto il dominio paterno. Allora Carlomanno e Pipino radunarono l'esercito per catturare Grifone che avuta la notizia fuggì con la madre e si chiuse in Laudunum (l'attuale Laon), dove i fratellastri posero l'assedio.
Vedendo che non poteva evadere dall'assedio, Grifone si consegnò ai fratelli.
Venne imprigionato, da Carlomanno, in un castello (Nova Castella) nelle Ardenne, vicino a Liegi dove rimase sino al 747, l'anno in cui il fratellastro Carlomanno si recò a Roma, mentre la madre era stata rinchiusa nell'abbazia di Chelles, dove era rimasta sino alla morte.
In quello stesso anno Pipino liberò il fratellastro Grifone dalla prigione in cui l'aveva rinchiuso Carlomanno e lo accolse nel suo palazzo dandogli una contea e diverse rendite. Ma, nel 748, mentre Pipino era a Duria (l'attuale Durer), Grifone, lasciata la casa di Pipino, con molti giovani nobili, attraversò il Reno e, assieme ai nobili che lo accompagnavano, arrivò in Sassonia.
Pipino allora lo inseguì e attraversata la Turingia, arrivò in Sassonia e occupò la città di confine di Skahningi (l'attuale Schöningen), dove in aiuto a Pipino erano arrivati gli Svevi e dove molti Sassoni furono catturati e molti di loro furono convertiti nella fede cristiana. Inoltre a Hocsemburgh (l'attuale Süpplingenburg) il perfido duca Teodorico fu catturato, per la terza volta. Continuando ad avanzare, Pipino arrivò sulla riva del fiume Obacra (l'attuale Oker), mentre Grifone coi Sassoni erano attestati sulla sponda opposta del fiume Obacra, vicino alla città di Orhaim (l'attuale Ohrum). Durante la notte, pensando di essere più deboli i Sassoni abbandonarono le posizioni e così Pipino facilmente distrusse le loro fortificazioni. Sempre in quell'anno, Grifone pensando che i Sassoni fossero troppo deboli per poterlo difendere e non fidandosi del fratellastro si rifugiò in Bavaria, dove suo zio Odilone I era morto.
Grifone in Baviera fu ben accolto dalla sorellastra, Iltrude, la vedova di Odilone, reggente per conto del figlioletto il nuovo duca, Tassilone III. Grifone, avanzando delle pretese dinastiche (in quanto figlio di una principessa dei Bavari, Swanachilde) usurpò il trono a Tassilone III, bambino di 7 anni, e con l'aiuto di Lanfredo soggiogò i Bavari. Saputo ciò Pipino si recò in Baviera e catturati Grifone e Lanfredo li portò con sé dopo aver riconfermato sul trono ducale il nipote Tassilone. Pipino perdonò tutti i giovani che avevano seguito Grifone, che, nel 750, ricevette dodici contee in Neustria, tra cui Le Mans.
Ma quando Pipino, nel novembre del 751, fu eletto re dei Franchi, Grifone si ribellò ancora e riprese la lotta e decise di recarsi in Vasconia presso il duca di Aquitania, Waifer.
Allora Pipino mandò i suoi legati a Waifer affinché gli fosse restituito il fratello.								
Nel 751 Grifone considerando che il fratello poteva condizionare Waifer pensò allora di raggiungere l'Italia per rifugiarsi dal re dei Longobardi, Astolfo. E assieme a Teodovino e ad altri per raggiungere l'Italia passarono dalle Alpi, arrivando, nel 753, nella zona di Maurienne, dove furono intercettati. Vi fu un combattimento a cui presero parte diversi Franchi, fedeli a Pipino, e dove trovarono la morte sia Grifone che Teodivino ad opera di Teudeone, conte di Vienne e del conte transgiuriano, Federico, sulle sponde del fiume Arbore (l'attuale Arvan ).
In quel periodo, Pipino aveva sconfitto i Sassoni e mentre rientrava e si trovava a Bonna (l'attuale Bonn) Pipino venne raggiunto da messaggeri dalla Burgundia che gli dissero che suo fratellastro Grifone era stato ucciso presso Maurienne.
Pipino riuscì da allora a regnare in pace.

## Discendenza
Grifone dalla moglie, di cui non si conoscono né il nome né gli ascendenti, secondo lo storico francese Christian Settipani, esperto di genealogie, potrebbe avere avuto due figli (deducendolo dal liber memorialis dell'Abbazia di Remiremont):
- Grifone
- Carlo.

## Ascendenza
|                     |   |                  | Genitori         |  |  | Nonni |  |  | Bisnonni |  |  | Trisnonni       |  |
|                     |   |                  |                  |  |  |       |  |  | Ansegiso |  |  | Arnolfo di Metz |  |
|                     |   |                  |                  |  |  |       |  |  | Ansegiso |  |  | Arnolfo di Metz |  |
|                     |   | Doda di Metz     |                  |  |  |       |  |  | Ansegiso |  |  |                 |  |
| Pipino di Herstal   |   |                  |                  |  |  |       |  |  | Ansegiso |  |  |                 |  |
|                     |   | Begga di Andenne | Pipino di Landen |  |  |       |  |  |          |  |  |                 |  |
|                     |   | Begga di Andenne | Pipino di Landen |  |  |       |  |  |          |  |  |                 |  |
|                     |   | Begga di Andenne | Itta di Nivelles |  |  |       |  |  |          |  |  |                 |  |
| Carlo Martello      |   | Begga di Andenne |                  |  |  |       |  |  |          |  |  |                 |  |
|                     |   | ?                | …                |  |  |       |  |  |          |  |  |                 |  |
|                     |   | ?                | …                |  |  |       |  |  |          |  |  |                 |  |
|                     |   | ?                | …                |  |  |       |  |  |          |  |  |                 |  |
| Alpaïde di Bruyères |   | ?                |                  |  |  |       |  |  |          |  |  |                 |  |
|                     |   | ?                | …                |  |  |       |  |  |          |  |  |                 |  |
|                     |   | ?                | …                |  |  |       |  |  |          |  |  |                 |  |
|                     |   | ?                | …                |  |  |       |  |  |          |  |  |                 |  |
| Grifone di Le Mans  |   | ?                |                  |  |  |       |  |  |          |  |  |                 |  |
|                     | … | …                |                  |  |  |       |  |  |          |  |  |                 |  |
|                     | … | …                |                  |  |  |       |  |  |          |  |  |                 |  |
|                     | … | …                |                  |  |  |       |  |  |          |  |  |                 |  |
| …                   | … |                  |                  |  |  |       |  |  |          |  |  |                 |  |
|                     |   | …                | …                |  |  |       |  |  |          |  |  |                 |  |
|                     |   | …                | …                |  |  |       |  |  |          |  |  |                 |  |
|                     |   | …                | …                |  |  |       |  |  |          |  |  |                 |  |
| Swanachilde         |   | …                |                  |  |  |       |  |  |          |  |  |                 |  |
|                     |   | …                | …                |  |  |       |  |  |          |  |  |                 |  |
|                     |   | …                | …                |  |  |       |  |  |          |  |  |                 |  |
|                     |   | …                | …                |  |  |       |  |  |          |  |  |                 |  |
| …                   |   | …                |                  |  |  |       |  |  |          |  |  |                 |  |
|                     |   | …                | …                |  |  |       |  |  |          |  |  |                 |  |
|                     |   | …                | …                |  |  |       |  |  |          |  |  |                 |  |
|                     |   | …                | …                |  |  |       |  |  |          |  |  |                 |  |
|                     |   | …                |                  |  |  |       |  |  |          |  |  |                 |  |

### Fonti primarie
- (LA)  Fredegario, FREDEGARII SCHOLASTICI CHRONICUM CUM SUIS CONTINUATORIBUS, SIVE APPENDIX AD SANCTI GREGORII EPISCOPI TURONENSIS HISTORIAM FRANCORUM.
- (LA)  Annales Mettenses Priores.
- (LA)  Annales Marbacenses.
- (LA)  Monumenta Germanica Historica, tomus primus.
- (LA)  Monumenta Germanica Historica, tomus XVI.
- (LA)  Rerum Gallicarum et Francicarum Scriptores, tomus tertius.
- (LA)  ANNALES REGNI FRANCORUM.

### Letteratura storiografica
- Christian Pfister, La Gallia sotto i Franchi merovingi. Vicende storiche, in Storia del mondo medievale - Vol. I, Cambridge, Cambridge University Press, 1978,  pp. 688-711.
- G.L. Burr, La rivoluzione carolingia e l'intervento franco in italia, in Storia del mondo medievale - Vol. II, Cambridge, Cambridge University Press, 1979,  pp. 336-357.
- Gerhard Seeliger, Conquiste e incoronazione a imperatore di Carlomagno, in Storia del mondo medievale - Vol. II, Cambridge, Cambridge University Press, 1979,  pp. 358-396.